# کرسک
کرسک (اندونزیایی: Kresek) شهری در استان بانتن کشور اندونزی است. جمعیت این شهر بر اساس سرشماری سال ۱۹۹۰ میلادی، ۲۰٫۳۳۲ نفر و بر اساس سرشماری سال ۲۰۰۰ میلادی، ۷۹٫۷۵۰ بوده که در سال ۲۰۰۷ میلادی به ۱۲۶٫۳۸۸ نفر افزایش یافته‌است.